# 김치열
김치열(金致烈, 1921년 9월 15일 ~ 2009년 6월 15일 서울)은 대한민국의 정치인이며, 제4공화국 시대 때 내무장관과 법무장관을 지냈다. 1921년 경북 달성에서 태어나 1943년 일본 주오대학교를 졸업했다. 호는 서봉(西奉)이다.

## 생애

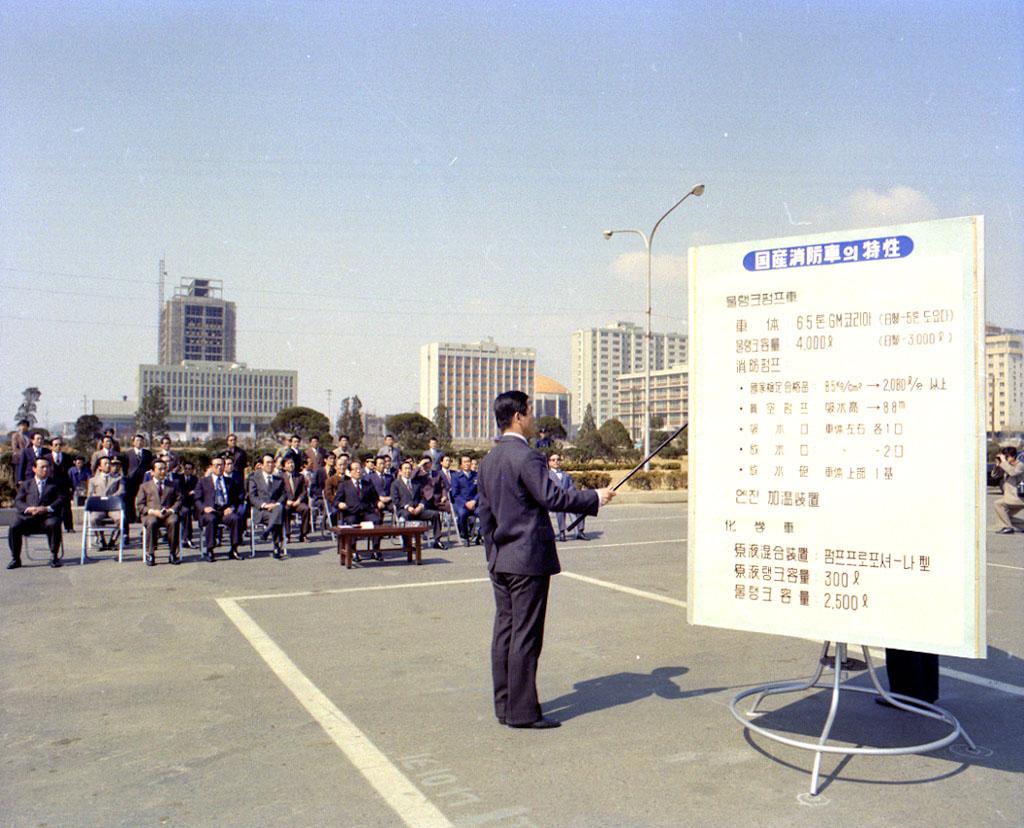
1977년 최초 국산소방차 성능시험 경과 보고를 받는 모습(여의도광장)

대구광역시에서 출생한 그는 일본 고등문관시험 사법과에 합격하였고, 대한민국 정부 수립 이후 관료직에 종사하다가 1970년 1월 중앙정보부 차장을 맡았으며, 1973년 검찰총장을 지냈고, 1975년 12월 내무부 장관과 1978년 12월 법무부 장관과 서우상역 회장을 맡았으며, 2000년 에이오에스 회장을 맡았다. 2009년 6월 15일 서울에서 별세하였다.

## 가족 관계
- 아내 : 김금숙(金金淑, 1921년 6월 19일 ~ )
  - 장녀 : 김윤희(金潤喜, 1949년 9월 7일 ~ ), 대학교수
  - 장서 : 백낙서(白樂曙, 1945년 2월 21일 ~ ), 인제대 석좌교수
  - 장남 : 김형국(金亨國, 1952년 7월 28일 ~ )

## 김치열을 연기한 배우

### TV 드라마
- 신국 - MBC 특별기획 수목드라마 제4공화국 (1995년)
- 이성호 - MBC 특별기획 주말드라마 제5공화국 (2005년)

## 같이 보기
- 박정희
- 최규하
- 제4공화국
- 신현확

| 전임 박천일 | 제8대 법무부 검찰국장 1956년 9월 17일 ~ 1958년 3월 13일 | 후임 김장섭 |

| 전임 이병두 | 제6대 중앙정보부 차장 1970년 1월 7일 ~ 1973년 12월 3일 | 후임 김재규 |

| 전임 이봉성 | 제13대 검찰총장 1973년 12월 3일 ~ 1975년 12월 18일 | 후임 이선중 |

| 전임 박경원 | 제37대 내무부 장관 1975년 12월 19일 ~ 1978년 12월 22일 | 후임 구자춘 |

| 전임 이선중 | 제27대 법무부 장관 1978년 12월 22일 ~ 1979년 12월 13일 | 후임 백상기 |